# Sphaerodes fimicola
Sphaerodes fimicola är en svampart som först beskrevs av Emil Christian Hansen, och fick sitt nu gällande namn av P.F. Cannon & D. Hawksw. 1982. Sphaerodes fimicola ingår i släktet Sphaerodes och familjen Ceratostomataceae.  Arten är reproducerande i Sverige. Inga underarter finns listade i Catalogue of Life.